# Верла, Мишель Мари Шарль
Мишель Мари Шарль Верла́ (фр. Michel Marie Charles Verlat, также Михил Карел Верлат, нидерл. Michiel Karel Verlat; 25 ноября 1824 года, Антверпен — 23 октября 1890 года, там же) — бельгийский художник.

## Биография

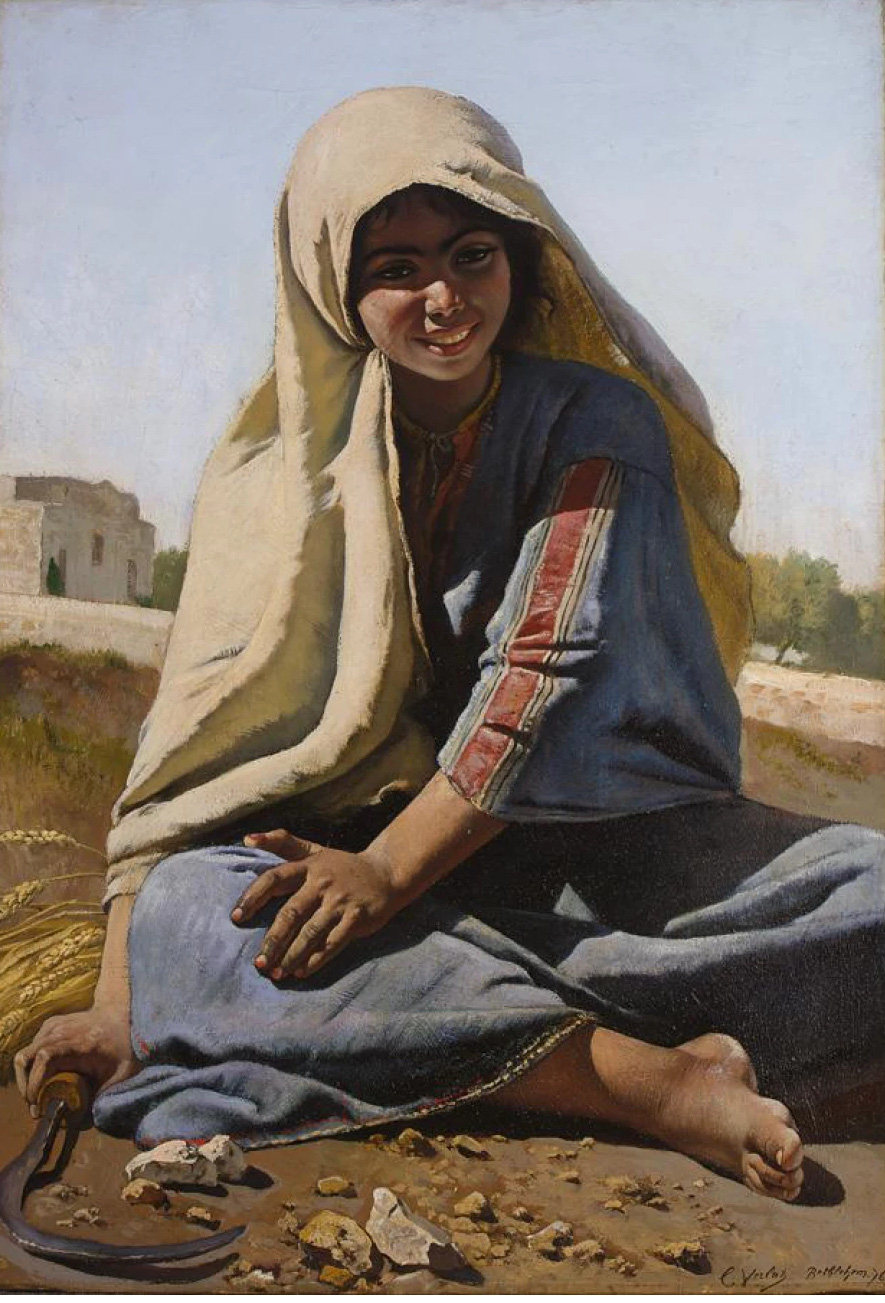
«Девочка из Вифлеема», 1876 год

Окончил Антверпенскую академию изящных искусств, ученик Никеза де Кейзера. В 1849 году занимался также в Париже у Ари Шеффера. Первая значительная работа Верла, «Пипин Короткий, убивающий льва», появилась в 1842 году. В 1855 года картина «Тигр, нападающий на стадо буйволов» получила золотую медаль Всемирной выставки в Париже.
В 1866 году возглавил Веймарскую академию художеств, в этот период написал портрет Франца Листа. В 1875 году ездил работать в Палестину и привёз оттуда ряд исторических и натурных полотен, в диапазоне от «Пахоты на быках в Палестине» до «Готфрида Бульонского при осаде Иерусалима». В 1885 году стал директором Антверпенской академии изящных искусств. Среди учеников Верла, в частности, Леон Брюнен, Франс Дётман, Анри ван де Велде. В 1885 году в классе Верла появился Винсент ван Гог, о чём существует красочный мемуарный этюд Виктора Хагемана:

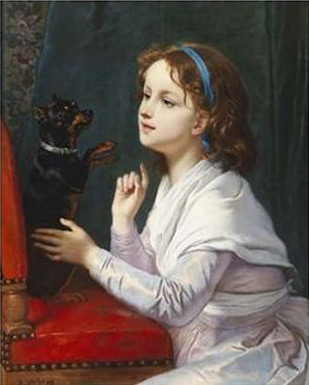
«Новый трюк», 1868 год

Ван Гог, которому был уже тридцать один год, явился сперва в класс живописи к Верла, директору Академии, типичнейшему официальному художнику, чьи обязанности состояли в том, чтобы посредством толковательных возможностей изящного искусства заповедовать потомству память о великих патриотических свершениях. В одно прекрасное утро Ван Гог появился в классе, где работали около 60 учеников, в том числе дюжина немцев и англичан; он был одет в нечто вроде синей робы — на манер фламандского торговца скотом, а на голове у него была меховая шапка. Вместо обычной палитры он имел при себе доску, оторванную от ящика из-под сахара или дрожжей. В тот день ученикам предстояло писать двух борцов, которые позировали на подиуме, голые по пояс. 

Ван Гог начал писать лихорадочно, яростно, с ошеломившей других студентов быстротой. Он клал такие жирные мазки, что краска буквально стекала с холста на пол. 

Верла, посмотрев на работу Ван Гога и на её необыкновенного создателя, спросил по-фламандски, голосом, выдававшим всю меру его изумления: «Кто вы?» 

Ван Гог ответил спокойно: «Ну, я Винцент, из Голландии». 

Тогда наш учёнейший директор изрёк со всем возможным презрением, указывая на холст новичка: «Я даже исправлять не буду этих полуразложившихся собак. Ну-ка, молодой человек, живо отправляйтесь в класс рисунка!»

Умер в 1890 году и похоронен на антверпенском кладбище Схонселхоф.